# 東陽站 (咸鏡南道)
東陽站（韓語：동양역）是朝鮮民主主義人民共和國咸鏡南道荣光郡的一個鐵路車站，属于长津线。

## 邻近车站
长津线
荣光站 - 東陽站 - 松堂站